# Північ-4
«Північ-4» - повітряна високоширотна експедиція, що проводилася в СРСР в квітні - травні 1949 року.

## Діяльність
Начальник експедиції - О. О. Кузнецов, генерал-майор, начальник Головного управління Північного морського шляху.
Були здійснені польоти з первинними посадками на дрейфуючу кригу. У роботах брали участь літаки: Лі-2, Іл-12, Пе-8. Командири: А. І. 3адков, М. С. Агров, Б. С. Осипов, Г. А. Корсаков, М. О. Титлов, П. П. Москаленко, Ф. П. Шатров,  О. П. Штепенко.

## Наукові дослідження
Гідрологічних станцій - 32, визначення температури води - 616, солоності - 610, кремнію: води - 465, льоду - 13, нітратів - 195, окислюваність - 41, нітритів - 168, лужності - 418. У місцях посадок проводилися стандартні метеоспостережень, вимірювалися глибини океану, відбиралися проби грунту, визначалися складові магнітного поля Землі. По маршрутах перельотів проводилася льодова розвідка.

## Стрибок з парашутом на Північний полюс
Під час проведення високоширотної повітряної експедиції «Північ-4» начальником Головного управління Північного морського шляху Олександром Олексійовичем Кузнецовим було прийнято рішення про проведення операції по десантуванню парашутистів в географічній точці Північного полюсу. Керував висадкою парашутистів М. М. Чібісов. Мета операції - оцінка можливості стрибати з парашутом в Арктиці, виявлення особливості розкриття парашута, зниження, управління ним, приземлення. 
9 травня 1949 року літак полярної авіації  Сі-47 з бортовим номером СССР Н-369 (екіпаж Метлицького) вилетів з однієї з робочих баз повітряної високоширотної експедиції - «Бази номер два», і через годину начальник парашутної служби експедиції майстер спорту Андрій Петрович Медведєв та лікар експедиції капітан медичної служби Віталій Георгієвич Волович успішно здійснили перший в світі стрибок з парашутом на Північний полюс, поклавши початок новому методу доставки людей і вантажів в жорстких умовах центральної Арктики.
В. Г. Волович згадує:
«Тоді не існувало керованих парашутів, і ми все одно що грали в рулетку. Тільки удача допомогла. Видовище з ілюмінатора було жахливим. До горизонту - чорні річки відкритої води в розломах льоду. І всюди - цукрові кубики торосів, високі гострі брили перемеленого льоду. Вистрибнувши, майже відразу зрозумів, що мене несе прямо на них. Смикнув запасний парашут - той повис як ганчірка. Врятував сильний порив вітру, котрий переніс мене через крижане місиво. Я гепнувся прямо в кратер, заповнений снігом, і по шию провалився в замет. Грузнучи в снігу, до мене вже пробирався напарник. Ми видерлися на гребінь крижаного валу, клацнули кілька кадрів. Потім я поставив один на одного три плоскі крижані плитки, накрив їх білим вафельним рушником, дістав з сумки невелику плоску флягу, дві мензурки для прийому ліків, плитку шоколаду і пачку галет. Ми наповнили мензурки: «З перемогою! З полюсом!» 

## Особовий склад
1. О. О. Кузнецов - начальник експедиції.
2. М. О. Острекін - заступник начальника експедиції з наукової частини, геофізик.
3. В. Г. Канакі - аерометеоролог.
4. М. М. Сомов - океанолог.
5. П. К. Сенько - геофізик.
6. Я. Я. Гаккель - географ.
7. В. Т. Тимофєєв - океанолог.
8. Н. А. Міляєв - геофізик.
9. М. М. Нікітін - океанолог.
10. О. Ф. Трешников - океанолог.
11. Н. А. Волков - океанолог.
12. К. І. Чуканін - метеоролог.
13. П. Г. Лобза - гідрохімік.
14. Е. І. Толстіков - метеоролог.
15. В. Ф. Пронін - метеоролог.
16. В. П. Орлов - метеоролог.
17. О. А. Романенко - синоптик.
18. Д. Б. Карелін - океанолог.
19. В. С. Антонов - гідролог.
20. Н. В. Шакіров - гідролог-аерофотозйомник.
21. В. Х. Буйницький - океанолог.
22. Е. М. Сузюмов - помічник начальника експедиції з оперативної частини.
23. В. Г. Волович - лікар експедиції, парашутист.
24. М. А. Трояновський - кінооператор.